# Narciarstwo dowolne na Zimowych Igrzyskach Olimpijskich 2022 – halfpipe kobiet
Halfpipe kobiet – jedna z konkurencji rozgrywanych w ramach narciarstwa dowolnego na Zimowych Igrzyskach Olimpijskich w Pekinie. Zawodniczki rywalizowały w dniach 17–18 lutego w Genting Snow Park w Zhangjiakou. 
Mistrzynią olimpijską została Chinka Eileen Gu. Drugie miejsce zajęła obrończyni tytułu z Pjongczangu, Kanadyjka Cassie Sharpe. Na trzeciej pozycji zawody ukończyła druga z Kanadyjek Rachael Karker.

## Terminarz
Źródło: 
| Data      | Konkurencja    | Godzina rozpoczęcia | Godzina rozpoczęcia |
| Data      | Konkurencja    | Czas CET            | Czas lokalny        |
| --------- | -------------- | ------------------- | ------------------- |
| 17 lutego | Kwalifikacje 1 | 02:30               | 09:30               |
| 17 lutego | Kwalifikacje 2 | 03:21               | 10:21               |
| 18 lutego | Finał 1        | 02:30               | 09:30               |
| 18 lutego | Finał 2        | 02:58               | 09:58               |
| 18 lutego | Finał 3        | 03:25               | 10:25               |

## Wyniki

### Kwalifikacje
Źródło: 
| Pozycja | Nr | Zawodniczka         | Reprezentacja               | Zjazdy | Zjazdy | Najlepszy | Uwagi |
| Pozycja | Nr | Zawodniczka         | Reprezentacja               | 1      | 2      | Najlepszy | Uwagi |
| ------- | -- | ------------------- | --------------------------- | ------ | ------ | --------- | ----- |
| 1.      | 1  | Eileen Gu           | Chińska Republika Ludowa    | 93,75  | 95,50  | 95,50     | QF    |
| 2.      | 3  | Rachael Karker      | Kanada                      | 88,50  | 89,50  | 89,50     | QF    |
| 3.      | 8  | Kelly Sildaru       | Estonia                     | 87,50  | DNS    | 87,50     | QF    |
| 4.      | 2  | Zoe Atkin           | Wielka Brytania             | 85,25  | 86,75  | 86,75     | QF    |
| 5.      | 6  | Zhang Kexin         | Chińska Republika Ludowa    | 77,50  | 86,50  | 86,50     | QF    |
| 6.      | 4  | Cassie Sharpe       | Kanada                      | 86,25  | 79,00  | 86,25     | QF    |
| 7.      | 9  | Li Fanghui          | Chińska Republika Ludowa    | 84,75  | 19,25  | 84,75     | QF    |
| 8.      | 7  | Brita Sigourney     | Stany Zjednoczone           | 80,50  | 84,50  | 84,50     | QF    |
| 9.      | 5  | Hanna Faulhaber     | Stany Zjednoczone           | 84,25  | 82,00  | 84,25     | QF    |
| 10.     | 12 | Carly Margulies     | Stany Zjednoczone           | 79,00  | 82,25  | 82,25     | QF    |
| 11.     | 15 | Amy Fraser          | Kanada                      | 75,25  | 75,75  | 75,75     | QF    |
| 12.     | 13 | Sabrina Cakmakli    | Niemcy                      | 71,50  | 36,50  | 71,50     | QF    |
| 13.     | 10 | Devin Logan         | Stany Zjednoczone           | 71,00  | 62,00  | 71,00     |       |
| 14.     | 17 | Aleksandra Głazkowa | Rosyjski Komitet Olimpijski | 67,00  | 69,25  | 69,25     |       |
| 15.     | 14 | Saori Suzuki        | Japonia                     | 68,75  | 66,25  | 68,75     |       |
| 16.     | 16 | Wu Meng             | Chińska Republika Ludowa    | 12,50  | 67,75  | 67,75     |       |
| 17.     | 20 | Kim Daeun           | Korea Południowa            | 44,50  | 45,50  | 45,50     |       |
| 18.     | 18 | Chloe McMillan      | Nowa Zelandia               | 41,75  | 43,50  | 43,50     |       |
| 19.     | 21 | Anja Barugh         | Nowa Zelandia               | 38,50  | 12,25  | 38,50     |       |
| 20.     | 11 | Jang Yujin          | Korea Południowa            | 3,75   | 4,25   | 4,25      |       |

### Finał
Źródło: 
| Pozycja | Nr | Kol. | Zawodniczka      | Reprezentacja            | Zjazdy | Zjazdy | Zjazdy | Najlepszy |
| Pozycja | Nr | Kol. | Zawodniczka      | Reprezentacja            | 1      | 2      | 3      | Najlepszy |
| ------- | -- | ---- | ---------------- | ------------------------ | ------ | ------ | ------ | --------- |
| 01 !    | 1  | 12   | Eileen Gu        | Chińska Republika Ludowa | 93,25  | 95,25  | 30,00  | 95,25     |
| 02 !    | 4  | 7    | Cassie Sharpe    | Kanada                   | 89,00  | 90,00  | 90,75  | 90,75     |
| 03 !    | 3  | 11   | Rachael Karker   | Kanada                   | 87,75  | 85,25  | 38,00  | 87,75     |
| 4.      | 8  | 10   | Kelly Sildaru    | Estonia                  | 80,25  | 87,00  | 85,00  | 87,00     |
| 5.      | 9  | 6    | Li Fanghui       | Chińska Republika Ludowa | 81,75  | 86,50  | 16,75  | 86,50     |
| 6.      | 5  | 4    | Hanna Faulhaber  | Stany Zjednoczone        | 85,25  | 84,50  | 19,00  | 85,25     |
| 7.      | 6  | 8    | Zhang Kexin      | Chińska Republika Ludowa | 78,75  | 25,75  | 3,25   | 78,75     |
| 8.      | 15 | 2    | Amy Fraser       | Kanada                   | 75,25  | 35,75  | 11,00  | 75,25     |
| 9.      | 2  | 9    | Zoe Atkin        | Wielka Brytania          | 18,75  | 10,75  | 73,25  | 73,25     |
| 10.     | 7  | 5    | Brita Sigourney  | Stany Zjednoczone        | 70,75  | 60,00  | 12,25  | 70,75     |
| 11.     | 12 | 3    | Carly Margulies  | Stany Zjednoczone        | 24,75  | 1,75   | 61,00  | 61,00     |
| 12.     | 13 | 1    | Sabrina Cakmakli | Niemcy                   | 40,00  | 54,00  | 42,75  | 54,00     |